# Drapelul Belgiei

Drapelul civil și de război. Raport: 13:15

Drapelul comercial. Raport: 2:3

Drapelul naval

Drapelul guvernamental

Drapelul național al Belgiei este un tricolor cu trei benzi verticale egale de culoare neagră (lângă lance), galbenă și roșie; designul vertical a fost inspirat de drapelul Franței, iar culorile sunt culorile Ducatului de Brabant. Proporțiile sale neobișnuite (13:15) sunt de origine necunoscută. 
Drapelul a fost adoptat la 23 ianuarie 1831, la scurt timp după ce Belgia și-a câștigat independența față de Regatul Unit al Țărilor de Jos în 1830. Drapelul a jucat un rol important în timpul revoluției, iar culorile sale aminteau de un steag mai vechi, cu benzi orizontale, folosit în timpul unei revolte precedente în 1789, în Țările de Jos care pe atunci aparținea Austriei. Inițial, steagul avea benzi orizontale, dar a fost schimbat, din cauza asemănării cu steagul Olandei.
Articolul 193 din Constituția Belgiei descrie culorile națiunii belgiene ca roșu, galben și negru în locul ordinii folosite în steagul oficial de mai sus. 